# Lac Wiyâshâkimî
Lac Wiyâshâkimî, eller Lac à l'Eau Claire, är en sjö i Kanada. Den ligger i regionen Nord-du-Québec i provinsen Québec, i den östra delen av landet. Lac Wiyâshâkimî ligger 241 meter över havet och arean är 1 383 kvadratkilometer. Den sträcker sig nästan 71 kilometer i nordväst-sydostlig riktning.
Sjön delas i en nordvästlig och en sydöstlig del av ögruppen Îles Ayatawanikaw. Andra öar i sjön är bland andra Île Atkinson  och Île Kamiskutanikaw , samt ögruppen Îles Wiskichanikw. I sjön finns också vikarna Baie Crafton och Baie Kapakwach Iyatiwakami .